# Aleksino (rejon łokniański)
Aleksino (ros. Алексино) – wieś (ros. деревня, trb. dieriewnia) w zachodniej Rosji, w wołoscie Michajłowskaja (osiedle wiejskie) rejonu łokniańskiego w obwodzie pskowskim.

## Geografia
Miejscowość położona jest nad jeziorem Użo, 19 km od centrum administracyjnego osiedla wiejskiego (Michajłow Pogost), 27 km od centrum administracyjnego rejonu (Łoknia), 156 km od stolicy obwodu (Psków).

## Demografia
W 2010 r. miejscowość zamieszkiwały 4 osoby.